# Croton skutchii
Croton skutchii är en törelväxtart som beskrevs av Paul Carpenter Standley. Croton skutchii ingår i släktet Croton och familjen törelväxter. Inga underarter finns listade i Catalogue of Life.